# 第90親衛戦車師団 (ロシア陸軍)
第90親衛戦車師団（だい90しんえいせんしゃしだん、ロシア語: 90-я гвардейская танковая дивизия）は、ロシア陸軍の師団。中央軍管区隷下。

## 概要

### 第二次世界大戦
1941年8月11日、第二次世界大戦の影響に伴い、赤軍第325狙撃師団としてロシア・ソビエト連邦社会主義共和国で創設された。
1941年12月から独ソ戦に投入され、枢軸国に勝利し、赤旗勲章2個、名誉称号「親衛隊」、「ヴィテプスク」、「ノヴゴロド」を授与されて、第90親衛狙撃師団に改称された。
1945年戦後、ポーランド人民共和国に移駐し、機械化に伴い、第26親衛機械化師団に改編された。

### 冷戦期
1957年6月、装甲部隊化に伴い、第38親衛戦車師団に改編された。
1965年1月、師団番号返還に伴い、第90親衛戦車師団に改称された。
1968年8月、プラハの春に投入された。
1985年2月、歩兵部隊化に伴い、第6親衛自動車化狙撃師団の第2編成に改編された。第6親衛自動車化狙撃師団の第1編成は第90親衛戦車師団の第2編成に改編され、両部隊の歴史、栄誉は継承されなかったため、珍しい部隊名、部隊編制のトレードとなった。
1992年3月、ロシア・ソビエト連邦社会主義共和国トヴェリ州に移駐した。

### ロシア陸軍
1992年5月、ソビエト連邦の崩壊とロシアの独立で創設されたロシア陸軍に編入した。
1992年6月、部隊縮小に伴い、第166独立親衛自動車化狙撃旅団に改編された。
1995年1月、第一次チェチェン紛争に投入された。
1997年、第70親衛武器保管基地に改編され、1998年に解隊された。
2016年12月、第7独立親衛戦車旅団、第32独立自動車化狙撃旅団を基幹に第90親衛戦車師団としてチェリャビンスク州で再編された。

### ロシアのウクライナ侵攻

#### 北部・スームィ戦線
2022年2月24日、ロシアのウクライナ侵攻ではロシア・クルスク州に配備され、第2親衛諸兵科連合軍と共に攻勢を開始し、北部スームィ州フルーヒウ、コノトプを占領したが、北部チェルニーヒウ州チェルニーヒウ包囲に失敗して撃退された。

#### 北部・キーウ戦線
2022年3月、北部キーウ州ブロバルイ地区で攻勢を開始した。首都キーウ目前まで進撃したが、市街戦では戦車部隊なのが災いし対戦車ミサイルジャベリンで大損害を受け、第6親衛戦車連隊のアレクサンドル・ザハロフ連隊長が戦死してブロバルイで撃退された。駐留中に第6親衛戦車連隊が妊婦を集団強姦して流産させるなどの戦争犯罪を犯したため、ラミル・イバトゥリン師団長が欧州連合の制裁対象に指定された。

#### 北東部・イジューム戦線
2022年4月、北東部ハルキウ州イジューム地区に再配置されて攻勢を開始したが、第6親衛戦車連隊のアルチョム・コルミリツィン戦車大隊長が戦死した。9月にはウクライナ軍が攻勢を開始し、友軍の救援で防衛線のオスコル川を防御したが、ハルキウ州の大部分を解放されて一緒に撤退した。

#### 東部・北ドネツク戦線
2022年4月、東部ドネツィク州クラマトルシク地区に再配置され、第2親衛諸兵科連合軍隷下の第30独立親衛自動車化狙撃旅団、第41諸兵科連合軍隷下の第74独立親衛自動車化狙撃旅団、第201軍事基地を火力支援し、5月にリマンを占領したが、副連隊長ながら自ら偵察部隊を指揮して偵察していた第228親衛自動車化狙撃連隊のフェズル・ビチカエフ副連隊長が戦死した。

#### 東部・セベロドネツク戦線
2022年5月、激戦地の東部ルハーンシク州セヴェロドネツィク地区に再配置され、第2親衛軍団、第5諸兵科連合軍、第8親衛諸兵科連合軍、第58諸兵科連合軍、第1軍団を火力支援し、7月までにセヴェロドネツィク、リシチャンシクを占領してロシア軍はルハーンシク州全域を占領したが、第6親衛戦車連隊のドミトリー・ウラソフ戦車大隊長、ニコライ・ドゥバ自動車化狙撃大隊長、第80親衛戦車連隊のヴィタリー・ツィクル参謀長、タルハン・コルダエフ戦車大隊長が戦死した。

#### 東部・バフムート戦線
2022年8月、激戦地の東部ドネツィク州バフムート地区に再配置され、第2親衛諸兵科連合軍隷下の第21独立親衛自動車化狙撃旅団、第41諸兵科連合軍隷下の第35独立親衛自動車化狙撃旅団を火力支援したが、シヴェルシク方面で撃退された。

#### 東部・スヴァトヴェ-クレミンナ戦線
2023年1月、東部ルハーンシク州セヴェロドネツィク地区に再配置され、クレミンナ方面を防御したが、第6親衛戦車連隊のアドゥ・シャムハロフ自動車化狙撃大隊長が戦死した。

#### 東部・アウディーイウカ戦線
2023年11月、激戦地の東部ドネツィク州ポクロウシク地区に再配置され、第1軍団、第2親衛諸兵科連合軍を火力支援し、2024年2月にアウディーイウカを占領した。

## ギャラリー

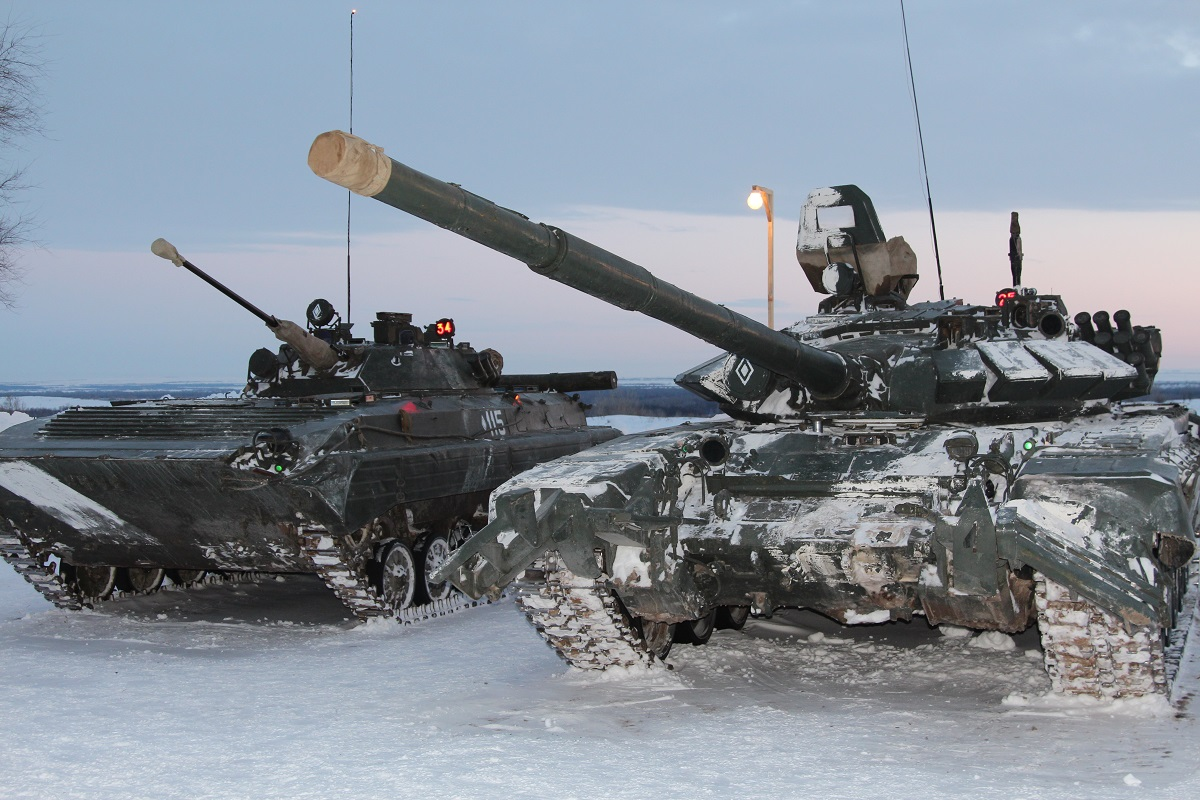
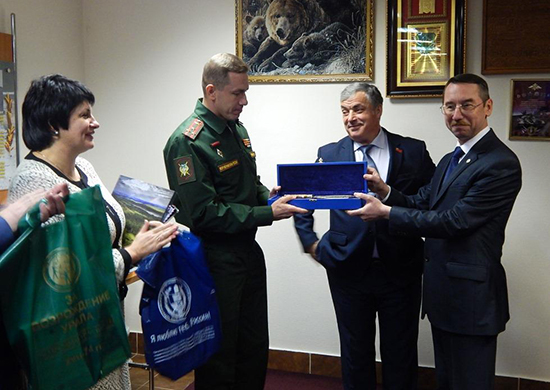
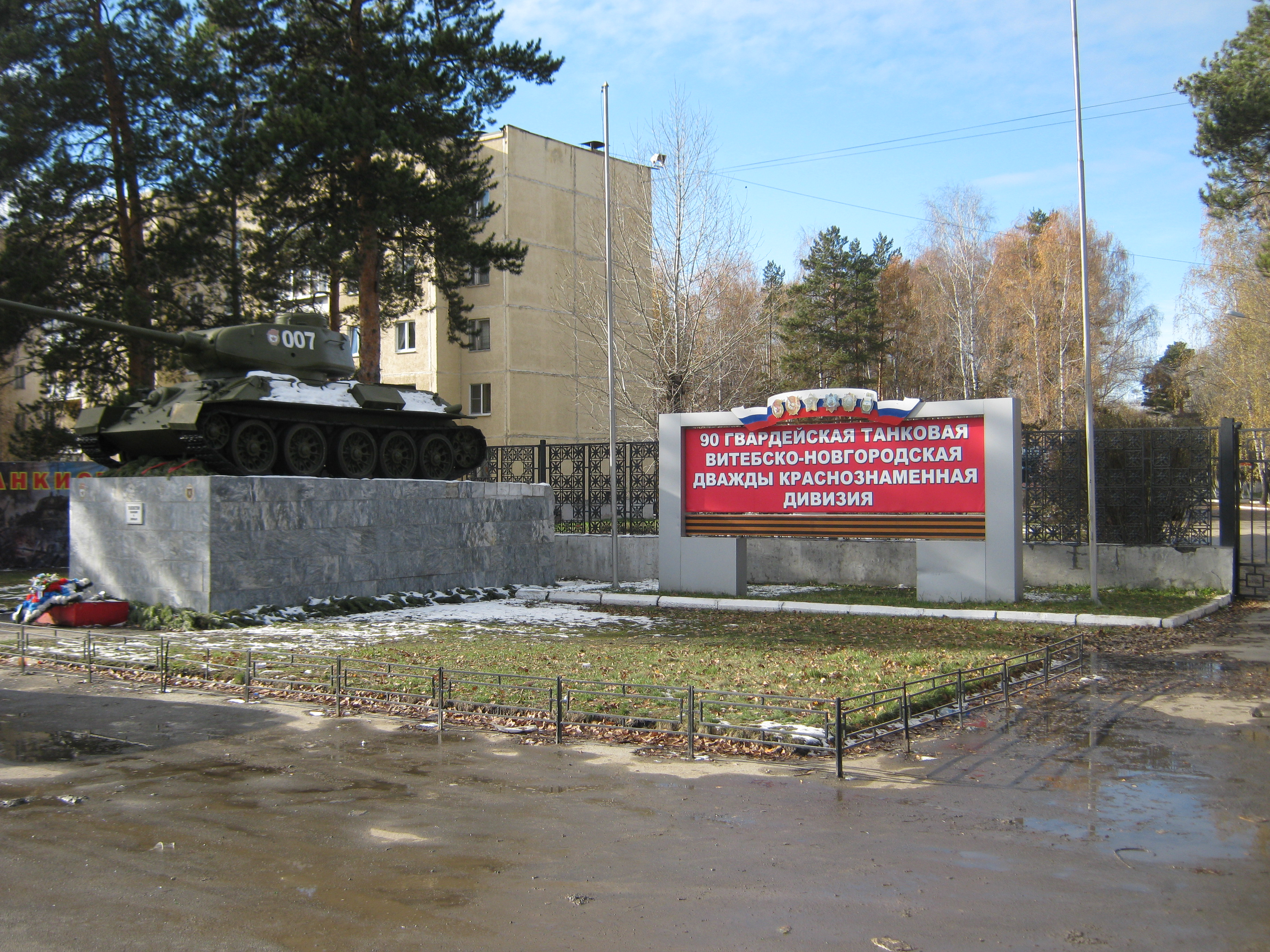

## 編制
- 師団司令部（チェバルクル）
- 第6親衛戦車連隊
- 第80親衛戦車連隊
- 第239親衛戦車連隊
- 第228親衛自動車化狙撃連隊
- 第400親衛自走砲連隊
- 第288高射ミサイル連隊

- 第30独立偵察大隊
- 第351独立工兵大隊
- 第33独立通信大隊
- 第1122独立兵站大隊
- 第26独立衛生大隊
- 電子戦中隊
- NBC防護中隊
- 無人機中隊

## 出身者
- ヴィタリー・ゲラシモフ
- ウラジーミル・ブルガコフ
- ワレリー・ゲラシモフ